# Ferroval·leriïta
La ferroval·leriïta és un mineral de la classe dels sulfurs que pertany al grup de la val·leriïta. Rep el nom per ser l'anàleg de ferro ferrós de la val·leriïta.

## Característiques
La ferroval·leriïta és un sulfur de fórmula química 2(Fe,Cu)S·1.5Fe(OH)₂. Va ser aprovada com a espècie vàlida per l'Associació Mineralògica Internacional l'any 2011, sent publicada per primera vegada el 2013. Cristal·litza en el sistema trigonal. La seva duresa a l'escala de Mohs és 1.

## Formació i jaciments
Va ser descoberta a Rússia, concretament a la mina Oktyabrsky, situada al dipòsit de coure i níquel de Talnakh, a la localitat de Norilsk (Krai de Krasnoiarsk, Rússia). Aquesta mina russa és l'únic indret de tot el planeta on ha estat descrita aquesta espècie mineral, on sol trobar-se associada a altres minerals com: pentlandita, mooihoekita, magnetita, cubanita i altres minerals del grup de la clorita.